# Gare de La Motte
Ne doit pas être confondu avec Gare de La Motte-Sainte-Roseline, Gare de La Motte-les-Bains ou Gare de La Motte-d'Aveillans.
La gare de La Motte est une gare ferroviaire française de la ligne de Saint-Brieuc à Pontivy, située sur le territoire de la commune de La Motte, dans le département des Côtes-d'Armor, en région Bretagne.
C'est une gare de la Société nationale des chemins de fer français (SNCF), desservie par les cars du réseau TER Bretagne.

## Situation ferroviaire
Établie à 238 m d'altitude, la gare de La Motte se situe au point kilométrique (PK) 517,776 de la ligne de Saint-Brieuc à Pontivy entre la gare de Plœuc - L'Hermitage et celle de Loudéac.

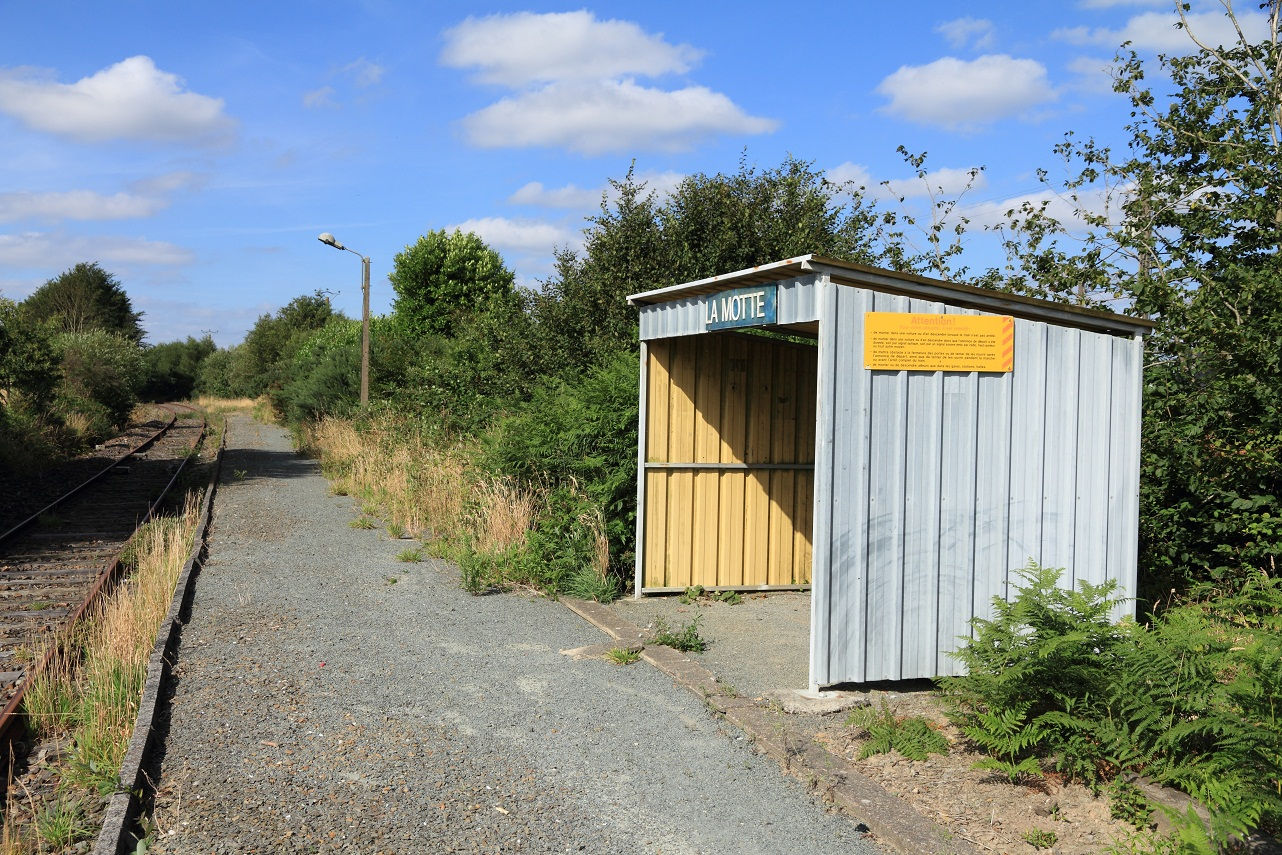
Vue de l'unique quai en direction de Saint-Brieuc.

## Desserte
La gare est desservie uniquement par des cars TER Bretagne effectuant des liaisons entre Saint-Brieuc et Pontivy (ligne 27).